# Appy
Appy es una comuna francesa situada en el departamento de Ariège, en la región de Occitania.

## Demografía
| 34 | 27 | 20 | 14 | 7 | 9 | 27 |
| Para los censos de 1962 a 1999 la población legal corresponde a la población sin duplicidades (Fuente: INSEE [Consultar]) |    |    |    |   |   |    |